# Jean Heather
Jean Heather (* 21. Februar 1921 in Omaha, Nebraska; † 29. Oktober 1995 in Los Angeles, Kalifornien) war eine US-amerikanische Schauspielerin.

## Leben und Karriere
Jean Heather studierte von 1940 bis 1941 an der Oregon State University und transferierte dann 1942 zur University of Washington. Sie begann als Model zu arbeiten und wurde von Soldaten im Zweiten Weltkrieg zum Titel „Canteen Dream Girl of the Northwest“ gewählt. Bereits 1942 hatte sie einen ersten kleinen Filmauftritt als Tänzerin im Musicalfilm Musik, Musik. Nach ihrem College-Abschluss unterschrieb sie einen Studiovertrag bei Paramount Pictures.
1944 spielte Heather ihre erste im Vorspann erwähnte Filmrolle in Billy Wilders Film noir Frau ohne Gewissen und feierte damit einen glänzenden Einstand ins Filmgeschäft. In diesem Filmklassiker übernahm sie die Rolle von Lola Dietrichsen, der Stieftochter von Barbara Stanwycks Femme fatale. Noch im selben Jahr spielte Heather an der Seite von Bing Crosby in dem oscarprämierten Film Der Weg zum Glück eine größere Nebenrolle als junge Verliebte. Ihre nachfolgende Filme erreichten nicht mehr dieselbe Popularität und waren teilweise B-Movies. Unter anderem spielte Heather in der Krimikomödie Murder, He Says (1945) ein zweites Mal nach Frau ohne Gewissen an der Seite von Fred MacMurray, und in dem Western Verwegene Männer im Sattel (1947) übernahm sie die weibliche Hauptrolle neben Cowboystar Gene Autry.
Heather zog sich 1949 mit erst 28 Jahren aus dem Filmgeschäft zurück, wobei als Gründe hierfür sowohl ein Rückzug ins Private aufgrund ihrer Ehe sowie ein schwerer Autounfall im Dezember 1947, bei dem sie sich auch Gesichtsverletzungen zuzog, gelten dürfen. Sie war von 1944 bis zu dessen Tod 1985 mit dem Ingenieur und Geschäftsmann Arthur F. Meier verheiratet. Als Jean Heather im Oktober 1995 im Alter von 74 Jahren starb, blieb ihr Tod medial unbeachtet und wurde Filmfans erst Jahre später bekannt.

## Filmografie
- 1942: Musik, Musik (Holiday Inn)
- 1944: Frau ohne Gewissen (Double Indemnity)
- 1944: Der Weg zum Glück (Going My Way)
- 1944: Our Hearts Were Young and Gay
- 1944: National Barn Dance
- 1945: Murder, He Says
- 1945: Duffy’s Tavern (Cameo-Auftritt)
- 1946: The Well-Groomed Bride
- 1947: Verwegene Männer im Sattel (The Last Round-Up)
- 1949: Red Stallion in the Rockies